# 特別賞 (ホッカイドウ競馬)
特別賞（とくべつしょう）とは、ホッカイドウ競馬の賞のひとつ。スポーツニッポン特別賞として毎年1名が表彰されている。

## 受賞者
| 年度   | 受賞者               |
| ------ | -------------------- |
| 2006年 | 山口竜一             |
| 2007年 | 五十嵐冬樹           |
| 2008年 | 佐々木国明           |
| 2010年 | 服部茂史             |
| 2011年 | 小国博行             |
| 2015年 | 井上俊彦             |
| 2016年 | 北海道厩務員会       |
| 2017年 | ダブルシャープ       |
| 2018年 | 落合玄太             |
| 2019年 | 小野楓馬             |
| 2020年 | 井上俊彦             |
| 2021年 | 服部茂史             |
| 2022年 | 五十嵐冬樹           |
| 2023年 | 阿岸潤一朗、宮内勇樹 |
| 2024年 | 川島洋人             |